# مايلز كوبر
مايلز كوبر (بالإنجليزية: Myles Cooper)‏ هو قسيس أمريكي، ولد في 1735 في إنجلترا في المملكة المتحدة، وتوفي في 1 مايو 1785 في إدنبرة في المملكة المتحدة.